# Ko Lai Chak
Dans ce nom chinois, le nom de famille, Ko, précède le nom personnel Lai Chak.
Ko Lai-chak (en chinois traditionnel : 高禮澤; en chinois simplifié : 高礼泽; en jyutping : gou 1 lai 5 zaak 6 ; en pinyin : Gāo Lǐzé), né le 10 mai 1976 dans le district de Chancheng en Chine, est un joueur de tennis de table originaire de Hong Kong.
Il remporte la médaille d'argent de double masculin aux Jeux olympiques d'été de 2004, aux côtés de Li Ching. Aux Jeux asiatiques de 2006 il remporte deux médailles, une médaille d'or en double masculin avec Li Ching, et une médaille de bronze en simple masculin. Il atteint les quarts de finale aux Jeux olympiques d'été de 2008.
Il joue en prise porte-plume et est gaucher.